# Manila Major
Manila Major —  второй в 2016 году мейджор-турнир по Dota 2, который прошёл в июне 2016 года в Маниле. Местом проведения стал стадион «Mall of Asia Arena», вмещающий 20 000 человек. В турнире приняло участие шестнадцать команд, а победителем стал европейский коллектив OG.

## Ход турнира
В отличие от предыдущих двух, прошедших в Шанхае и Франкфурте, в Манилу было приглашено сразу двенадцать команд, а не восемь. Турнир стал последним LAN-соревнованием перед главным событием года The International 2016.
К фаворитам турнира относили действующих чемпионов мира Evil Geniuses, а также команды Fnatic и Team Liquid. В роли «тёмных лошадок» манильского соревнования выступали OG и Newbee. Из команд СНГ на мажоре были представлены Natus Vincere, получившие прямое приглашение, а также победители европейской квалификации Team Empire.
Команды были разбиты на четыре группы, в которых провели матчи по системе Double Elimination в формате «best of 3», то есть до двух побед. По результатам выступления в группе команды разделились между верхней и нижней сеткой. Первые матчи в нижней сетке прошли в формате «best of 1»; остальные матчи плей-офф — «best of 3», кроме гранд-финала, в котором команды играли до трёх побед («best of 5»).
В финале нижней сетки Team Liquid одержали победу над Newbee со счётом 2:1. Гранд-финал завершился победой OG над Team Liquid — 3:1.

## Участники турнира
| Приглашённые команды | Победители региональных квалификаций | Победители региональных квалификаций |
| --- | ------------------------------------ | ------------------------------------ |
| - OG - Evil Geniuses - Team Secret - Team Liquid - Natus Vincere - Vici Gaming - LGD Gaming - Alliance - Wings Gaming - MVP Phoenix - compLexity Gaming - Fnatic | Team Empire                          | Европа                               |
| - OG - Evil Geniuses - Team Secret - Team Liquid - Natus Vincere - Vici Gaming - LGD Gaming - Alliance - Wings Gaming - MVP Phoenix - compLexity Gaming - Fnatic | Digital Chaos                        | Америка                              |
| - OG - Evil Geniuses - Team Secret - Team Liquid - Natus Vincere - Vici Gaming - LGD Gaming - Alliance - Wings Gaming - MVP Phoenix - compLexity Gaming - Fnatic | Newbee                               | Китай                                |
| - OG - Evil Geniuses - Team Secret - Team Liquid - Natus Vincere - Vici Gaming - LGD Gaming - Alliance - Wings Gaming - MVP Phoenix - compLexity Gaming - Fnatic | Mineski                              | Юго-Восточная Азия                   |

## Результаты
| Место | Команда           | Призовые    |
| ----- | ----------------- | ----------- |
| 1     | OG                | 1 100 000 $ |
| 2     | Team Liquid       | 405 000 $   |
| 3     | Newbee            | 315 000 $   |
| 4     | LGD Gaming        | 255 000 $   |
| 5—6   | Fnatic            | 202 000 $   |
| 5—6   | MVP Phoenix       | 202 000 $   |
| 7—8   | Natus Vincere     | 105 000 $   |
| 7—8   | Vici Gaming       | 105 000 $   |
| 9—12  | compLexity Gaming | 45 000 $    |
| 9—12  | Alliance          | 45 000 $    |
| 9—12  | Digital Chaos     | 45 000 $    |
| 9—12  | Team Empire       | 45 000 $    |
| 13—16 | Wings Gaming      | 30 000 $    |
| 13—16 | Mineski           | 30 000 $    |
| 13—16 | Evil Geniuses     | 30 000 $    |
| 13—16 | Team Secret       | 30 000 $    |